# Istra (Schiff, 1941)
Die Istra ist ein Tanker der Schwarzmeerflotte der russischen Marine. Das Schiff wurde 1941 im schleswig-holsteinischen Elmshorn für die Deutsche Luftwaffe gebaut, für die es bis 1945 unter dem Namen Else und der Kennung T13 Dienst tat. Es ist heute eines der letzten erhaltenen deutschen Kriegsschiffe aus dem Zweiten Weltkrieg und gehört zu den ältesten Schiffen der russischen Marine. 

## Geschichte
Die Else gehörte zu einer Serie von Tankschiffen der Deutschen Luftwaffe und lief 1941 unter der Baunummer 854 bei der Schiffswerft D. W. Kremer Sohn in Elmshorn vom Stapel, die auch ihre Schwesterschiffe baute. Im Zweiten Weltkrieg kam der Tanker in der Ostsee und in Norwegen zum Einsatz.
Bei Kriegsende wurde das Schiff 1945 in Trondheim von den Briten übernommen, die ihm den Namen Empire Tigina gaben. 1947 wurde der Tanker an die Sowjetunion übergeben und nach Sewastopol überführt. Dort diente es in der sowjetischen Schwarzmeerflotte als Hilfsschiff. Ende der 1950er Jahre wurde das Schiff in den damaligen sowjetischen Stützpunkten in Albanien verwendet.